# ボウズハゼ
ボウズハゼ（坊主鯊 学名: Sicyopterus japonicus）は、アジアに分布するボウズハゼ属のハゼの一種である。頭が丸みを帯び、藻類を主な餌とすることを坊主になぞらえて命名されたとされる。

## 特徴
最大で全長20センチメートルほどになる。体色は茶褐色で、黒褐色の帯状の斑紋がある。ボウズハゼ亜科には色彩に性差のあるものが多いが、本種では雌雄の違いはみられない。同属のルリボウズハゼとは、本種には尾鰭に褐色の線がないことなどで区別できる。

## 分布
日本、台湾、韓国に分布。日本では北は福島県から、南は西表島、小笠原諸島まで見られる。

## 生態
河川の渓流域に生息し、流れの速い場所に群がって生活している。
石に付着する藻類を主な餌とし、河川のなかでも林冠が開いていて、藻類の成長が速い場所を好む。
両側回遊性である。卵は川で産まれるが、孵化した仔魚は川を下り、海で浮遊生活を送る。やがて川に戻り、下流で変態した後、川を遡る。このとき、小さめの滝や、ダムの壁を越えて遡上することができるという。

## 分類
ハゼ科のボウズハゼ亜科に分類される。しかし分子系統学に基づきハゼ科のゴビオネルス亜科を独立の科に昇格させ、ボウズハゼ亜科をそこに含めることを提唱する研究者もいる。
ボウズハゼ属はインド洋、太平洋に分布し、本種のほかにルリボウズハゼなど30種以上が記載されている。